# Almeida Faria
Benigno José Mira de Almeida Faria, más conocido como "Almeida Faria" (Montemor-o-Novo, 6 de mayo de 1943) es un escritor portugués. 

## Carrera
Cursó estudios en las Facultades de Derecho y de Letras de la Universidad de Lisboa, licenciándose  en Filosofía. Actualmente es profesor de Estética de la Universidad Nueva de Lisboa
Vivió como escritor residente (1968-69)en Estados Unidos (International Writing Program, Iowa City) y en Berlín, donde formó parte del Berliner Künstlerprogramm donde también participaron , entre otros, Witold Gombrowicz, Michel Butor, Michel Foucault, Peter Handke y Mario Vargas Llosa.
Ha colaborado, a su vez, en numerosas publicaciones colectivas, revistas alemanas, brasileñas, francesas, holandeses, italianas, suecas y norteamericanas. 
En cuanto a sus obras, éstas han sido objeto de varias tesis de investigación en Italia, Holanda, Brasil, Francia y, de manera más reciente, en su país, Portugal.

## Obra

### Novela
- Rumor Branco (Rumor Blanco). Lisboa, Portugália, (1962)
- A Paixão (La Pasión). Lisboa, Portugália, (1965)
- Tetralogia Lusitana (Tetralogía Lusitana)
  - Cortes. Lisboa, Dom Quixote, (1978)
  - Lusitânia. Lisboa, Edições 70, (1980), donde aborda la Revolución de los Claveles desde el punto de vista de diversos personajes, en clave de desencanto con la misma, en clave de parodia y sirviéndose de la correspondencia epistolar entre los diversos personajes que pueblan el relato.
  - Cavaleiro Andante (Caballero Andante) (1983)
- O Conquistador (El Conquistador). Lisboa, Caminho, (1990)[1]
- O Murmúrio do Mundo (El murmullo del Mundo . Lisboa, Tinta-da-China, (2012)

### Teatro
- A Reviravolta (La Voltereta). Lisboa, Caminho, 1999
- Vozes da Paixão (Voces de Pasión). Lisboa, Caminho, (1998)[2]

### Novela corta
- Os Passeios do Sonhador Solitário (1982). Los Paseos del Soñador Solitario, Editorial La Umbría y la Solana, 2017
- Um Cão chamado Bolotas (Un perro llamado Bolotas) (1984)
- Vanitas  (2008)

### Ensayo
- Do Poeta-Pintor ao Pintor-Poeta (De Poeta-Pintor a Pintor-Poeta) (1988)

### Traducciones
- Seleccionó y tradujo Poemas Políticos de Hans Magnus Enzensberger. Lisboa, D. Quixote, (1975)

### Traducciones de sus obras
- Sus obras han sido traducidas a varias lenguas.

## Premios
- Premio Revelación de Romance de la Sociedade Portuguesa de Escritores por la obra Rumor Blanco (1962);
- Premio Aquilino Ribeiro de la Academia das Ciências de Lisboa por la obra Cortes (1978);
- Premio Dom Dinis de la Fundación de la Casa de Mateus[3] por la obra Lusitania (1980),
- Premio de relato de ficción original Asociación Portuguesa de Escritores por la obra Caballero Andante (1983).
- Premio Universidad de Coímbra de 2010[4]